# 瞿式耜
瞿式耜（耜，音sì/ㄙˋ，1590年—1651年1月8日），字起田，又字伯略，號稼軒，南直隸蘇州府常熟縣人，明末政治人物、詩人。

## 生平

### 早年生平
瞿式耜拜錢謙益為師，萬曆四十三年（1615年）乙卯科應天鄉試舉人，四十四年（1616年）丙辰科進士，授吉安府永豐縣知縣，任內政尚宽仁，捐赀建尊经堂、三元堂，立恩江书院等，又刻龙华汇隽若干卷；曾署任吉水县，亦多善政，兩地百姓都十分感恩其功德。天啓元年（1621年）調湖廣江陵縣知縣，本年保留永豐縣。
崇禎元年（1628年）行取考選，授戶科給事中，期間積極為楊漣、魏大中等死難東林黨人訴冤，並推薦了李邦華、鄭三俊、曹于汴等大臣，意見多被崇禎帝採納；當其時瞿式耜勇於言事，矯矯立名，建議多符合崇禎帝意，又搏擊權豪，因此大臣多畏其口。同年八月，朝廷會推閣臣，錢謙益被溫體仁彈劾罷免，而作為學生的瞿式耜也因而被連坐貶謫。
崇禎五年（1632年）因事革職，十年（1637年）被捕入獄。瞿式耜妻妾眾多，迷信占卜、堪輿，一說為天主教徒。

### 救亡圖存
崇禎十七年（1644年）八月弘光帝命瞿式耜為應天府府丞，擢都察院右僉都御史、巡撫廣西，隆武元年（1645年）隆武帝升瞿式耜為兵部右侍郎，然而不久後隆武朝廷亦敗之。隆武二年（1646年）十月，瞿式耜與丁魁楚擁立桂王朱由榔監國，以瞿式耜為東閣大學士、吏部尚書入閣，兼兵部尚書，掌銓事。十一月，朱由榔即位，是為永曆帝，瞿式耜進文淵閣大學士。
永曆元年（1647年）正月加太子太保。三月，負責留守桂林府，當其時清兵屢次出兵桂林，瞿式耜及其妻與士兵同甘共苦，又用西洋大炮轟擊來犯清兵，配合焦璉先後三次擊退清軍進攻。五月晉少師兼太子太師、臨桂伯，但瞿式耜上疏辭讓。
永曆四年（1650年）十一月初六日，臨桂城破，瞿式耜被囚於臨桂疊彩山臨時監獄，作《浩氣吟》。閏十一月十七日（1651年1月8日）與兵部右侍郎張同敞在臨桂疊彩山仙鶴嶺下就義，有絕命詩：
从容待死与城亡，千古忠臣自主张。三百年來恩泽久，头丝犹带满天香。

## 身後
瞿式耜殉國之後，永曆帝追贈粵國公，諡文忠。乾隆四十一年（1776年），追諡忠宣。
順治十一年（1654年），其孫瞿昌文護櫬回常熟，安葬於常熟寶岩祖基。康熙十八年（1679年），遷葬於虞山拂水岩牛窩潭。其墓至今尚存，現為江苏省文物保护单位。

## 評價
《明史》：「何騰蛟、瞿式耜崎嶇危難之中，介然以艱貞自守。雖其設施經畫，未能一睹厥效，要亦時勢使然。其於鞠躬盡瘁之操，無少虧損，固未可以是為訾議也。夫節義必窮而後見，如二人之竭力致死，靡有二心，所謂百折不回者矣。明代二百七十餘年養士之報，其在斯乎！其在斯乎！」

## 家族
曾祖瞿國賢。祖父瞿景淳，禮部左侍郎，父瞿汝說，湖廣布政使司右參議。母為施策女，封恭人。瞿式耜與吳炳為表兄弟。

## 軼事
永曆六年（1652年）西寧王李定國圍攻桂林時，曾有城裡的居民看到已經死去的瞿式耜、張同敞兩人充當大軍的前導，並騎著馬同時進入定南王孔有德的府邸，不久，孔有德便自焚而死。
嘉慶十七年（1812年），當時阮朝出使清朝的使者阮攸路過桂林，曾作《桂林瞿閣部》詩，詩曰「中原大勢已頹唐，竭力孤城控一方。終日死中心不動，千秋地下發猶長。殘明廟社多秋草，全越山河盡夕陽。共道中華尚節義，如何香火太淒涼。」

## 著作

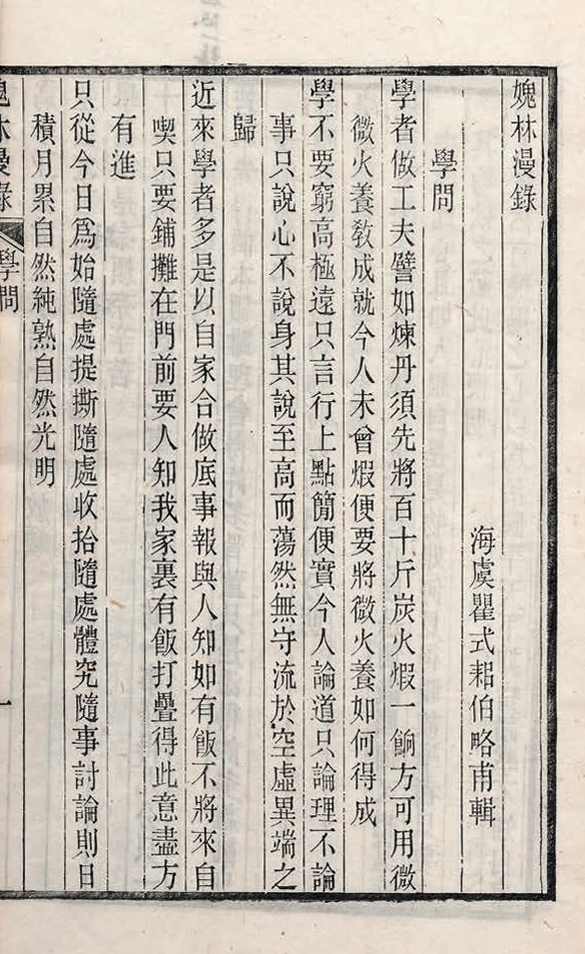
《媿林漫錄》清光绪十六年版内页

著有《瞿忠宣公集》、《媿林漫錄》等。

## 延伸阅读
[在维基数据编辑]
 《明史卷二百八十》，出自《明史》
 在维基共享资源阅览影像
| 官衔                 | 官衔                                                   | 官衔                 |
| -------------------- | ------------------------------------------------------ | -------------------- |
| 前任： 秦延烝        | 明朝永豐縣知縣 萬曆年間－天啟年間                      | 繼任： 顧其國        |
| 前任： 曾櫻 （署）   | 南明吏部尚書 隆武二年（1646年）署 永曆元年（1647年）署 | 繼任： 李若星        |
| 前任： 侯偉時 （署） | 南明吏部尚書 隆武二年（1646年）署 永曆元年（1647年）署 | 繼任： 嚴起恒 （署） |